# Suleimânia
As-Sulaymaniyah (em curdo:  سلێمانی; transl. Silêmanî, em árabe: السليمانية; transl. as-Sulaymāniyah) ou, em português, Suleimânia é uma cidade da região autónoma do Curdistão, no Iraque. Localiza-se no norte do país e tem cerca de 683 mil habitantes. 

## História
A cidade foi fundada em 1784 por Ibrahim Pasha Baban, um príncipe curdo, para ser a capital de seu principado. Desde então a cidade tem acolhido poetas, escritores e intelectuais, tornando-se a capital cultural do Curdistão iraquiano. Sua importância, no entanto, não se limita apenas ao Iraque, mas também a toda a região do Curdistão, que abarca também partes do Irã, da Síria e da Turquia.

## Geminações
As-Sulaymaniyah possui as seguintes cidades-gémeas:
- Arbil, Curdistão, Iraque
- Quircuque, Iraque
- Dahuk, Curdistão, Iraque
- Sanandaj, Irão
- Mahabad, Irão
- Vã, Turquia
- Al-Qamishli, Síria
- Tucson, Arizona, Estados Unidos